# Mara Maravilha
Mara Maravilha, nome artístico de Eliemary Silva da Silveira (Itapetinga, 6 de março de 1968), é uma apresentadora, cantora, compositora e empresária brasileira.
Iniciou a carreira ainda criança como apresentadora mirim na emissora regional TV Itapoan, na Bahia. Mudou-se para São Paulo a convite de Silvio Santos, ganhando projeção nacional ao comandar por sete anos o programa infantil Show Maravilha no SBT.
Paralelamente, consolidou-se como cantora, emplacando sucessos como "Liga Pra Mim", "Não Faz Mal (Tô Carente, Mas Tô Legal)" e "Curumim". Essas canções renderam-lhe certificações de discos de ouro e platina, além do Prêmio Antena de Ouro como Melhor Cantora em 1991. No ano seguinte, iniciou carreira internacional com seu primeiro álbum em espanhol, No Estoy Mal. Em 1994, encerrou contrato com o SBT e passou a apresentar o El Mara Maravilla Show, em Córdova, Argentina, pela emissora CBA, até o final de 1995.
Após enfrentar uma crise depressiva relacionada a questões pessoais, Mara deixou a televisão argentina e converteu-se à igreja evangélica. Dedicou-se então ao público gospel, lançando diversos álbuns bem-sucedidos, incluindo o infantil "Mara Maravilha Para os Pequeninos". Em 2006, conquistou reconhecimento internacional ao receber uma indicação ao Grammy Latino pelo álbum gospel Jóia Rara.
Após um período longe da mídia, Mara voltou aos holofotes em 2015 ao participar da oitava temporada do reality show "A Fazenda". Com visibilidade renovada, retornou ao SBT e integrou os programas de entretenimento Fofocando, Triturando e Fofocalizando. Sua passagem por estes programas foi marcada por polêmicas e controvérsias, culminando na sua saída definitiva em 2020.
Em 2024, Mara retornou à televisão à frente do "Programa da Maravilha", exibido pela Rede Gospel.

## Vida inicial
Eliemary nasceu em 6 de março de 1968. Seu nome é resultado da combinação dos nomes de seus pais, Eliezer e Marileide. O apelido "Mara" foi dado por sua avó, que considerava a pronúncia de seu nome verdadeiro complicada. Quando tinha 2 anos de idade, seus pais se divorciaram, e sua mãe, Marileide Felix, obteve a guarda da filha após disputas judiciais. Mãe e filha mudaram-se de cidade, e, aos 5 anos, Mara passou a conviver com seu padrasto, Raimundo Souza, um artesão, após o segundo casamento de sua mãe. O nome de Eliemary inspiraria o nome de uma pequena firma de calçados administrada por seus pais, "Mary Calçados".
Desde criança, Mara Maravilha demonstrava interesse pelas artes e sonhava em seguir carreira como artista. Com o apoio de sua mãe, começou a participar de concursos infantis, onde se destacava ao dublar artistas populares da época, como Baby Consuelo e Wanderléa. Durante essa fase, ficou conhecida como "Miss Mara" nos circuitos sociais. Sua estreia na televisão ocorreu em 6 de março de 1979, como apresentadora do programa infantil "Parquinho: Um Show de Criança", exibido pela TV Itapoan, o que marcou o início de sua trajetória no entretenimento.

## Carreira

### 1976–86: Primeiros passos na Bahia e chegada ao SBT
Em paralelo ao início de sua carreira na TV Itapoan, Mara assinou com a gravadora EMI-Odeon e lançou seu primeiro compacto, "Seja Mais Você", em 1982. Nos anos seguintes, continuou a apresentar programas locais de sucesso na TV baiana, como Domingo Show Criança, Vídeo Jovem e a versão local do Clube do Mickey. Durante esse período, lançou outros dois compactos pela mesma gravadora: "Se Você Fosse Esperto" (1983) e "Chega, Stop, Pare com Isso" (1984). A cantora apresenta a última canção em uma participação no filme "As Aventuras de Sérgio Mallandro", filmado em 1985 e lançado em 1987.
A transição para a televisão nacional ocorreu após o apresentador e empresário Silvio Santos conhecer seu trabalho na TV Itapoan por meio de uma fita de vídeo. Aproveitando que Mara estava em turnê promocional de seu último compacto, Silvio a convidou para participar de seu programa de calouros, posteriormente apadrinhando sua carreira na TVS. Com o convite do apresentador, Mara se muda para São Paulo acompanhada de sua mãe enquanto seu padrasto permaneceu na Bahia trabalhando na "Mary Calçados". Inicialmente conhecida como "Mara Porreta", passou a integrar a banca de jurados do programa Show de Calouros e a apresentar atrações como TV Powww, Vamos Nessa e Sessão Passatempo, além de ser repórter e jurada do programa Viva a Noite, do apresentador Gugu Liberato. Foi Silvio Santos quem sugeriu o acréscimo do sobrenome artístico "Maravilha", que a acompanharia ao longo de sua carreira.

### 1987–89: Sucesso nacional com oShow Maravilhae primeiros álbuns
Em 1987, Mara consegue seu programa infantil na TVS, o Show Maravilha. Em poucos meses no ar, o infantil consegue ser a maior audiência da emissora. No mesmo ano, Mara lançou seu primeiro LP, Maravilha, trazendo faixas destinadas a públicos variados e compostas por ritmos brasileiros, como o frevo e o deboche. Em apenas três meses, o álbum ultrapassou a marca de 100 mil cópias vendidas, recebendo a certificação de disco de ouro. Mara também começa a se aventurar no mundo literário lançando dois livros "Mara no Planeta Trown" e "As Historinhas da Mara Maravilha". Em 1988, Mara lança seu segundo LP, Mundo Maravilha marcado por uma variedade de estilos, como deboche, rock, "happy music" e canções românticas. O disco alcançou a marca de 80 mil cópias vendidas em apenas três semanas, garantindo à cantora mais um disco de ouro, com vendas superiores a 150 mil cópias. O álbum emplacou dois sucessos nas rádios: "A Festa do João" e "Olha Pra Mim".
Com o sucesso da canção pop juvenil "Olha Pra Mim" nas rádios, Mara se empolgava para investir com mais afinco em sua carreira de cantora apressando assim a produção de seu terceiro LP, Mara. Com faixas mais maduras direcionadas ao público adolescente, o disco marcou o início da longeva parceria artística da cantora com Arnaldo Saccomani que assinou a produção do projeto. O LP rendeu um dos sucessos assinatura da cantora, "Liga Pra Mim", canção escolhida como carro-chefe do álbum. Em poucos meses, o álbum alcançou vendas acima de 100 mil cópias sendo certificado como ouro pela ABPD. Vendendo mais de 250 mil cópias, o álbum tornou-se elegível a Disco de Platina.
Em julho de 1989, Mara é denunciada por agressão a uma estudante de 16 anos e a imprensa começa a noticiar a sua saída da TV para focar na sua carreira de cantora em meios às polêmicas. Mara negou as agressões e apesar dos boatos ventilados pela imprensa em torno de sua saída da TV, a apresentadora renovou contrato com o SBT em outubro de 1989 ganhando um novo diretor para o programa Show Maravilha, Antônio Maria, substituindo Flavio Carlini.

### 1990–92: Imagem sensual, consolidação na música,Deixa a Vida RolareCurumim
Após meses de negociação, Mara posa para a Playboy fortalecendo sua imagem como um sex symbol da época. A imagem sensual se traduziu no quarto LP de Mara Maravilha, Deixa a Vida Rolar, lançado em setembro de 1990. Com um repertório variado que incluiu música infantil, lambada e clássicos do rock brasileiro, o LP emplacou dois sucessos nas rádios para a cantora, "Não Faz Mal (Tô Carente, Mas Tô Legal)" e "Outra Vez". O álbum teve vendas reportadas em 1 milhão de cópias figurando dois anos consecutivos (1990 e 1991) na listagem de vendas anuais do instituto Nelson Oliveira Pesquisa e Estudo de Mercado (Nopem). Segundo a lista da Nopem, "Deixa a Vida Rolar" foi o 9º álbum mais vendido de 1991. O sucesso do álbum fez com que Mara visitasse várias regiões do país com a turnê “Deixa a Vida Rolar” durante os anos de 1990 e 1991.
Em 1991, a SBT sofre crises financeiras devido a queda de faturamento e audiência. Com a direção da emissora propondo mudanças e cortes de gastos para seus programas infantis, Mara se opôs insatisfeita com a proposta de gravar seu programa somente com cenas externas, o que significaria abrir mão do cenário do infantil "Show Maravilha". No mesmo ano, Mara investe na mensagem de conscientização ecológica com o lançamento de "Curumim", seu quinto LP. O álbum gerou dois sucessos nas rádios, "Curumim Iê Iê" e "Não Tem Jeito". Tendo como base o álbum “Curumim”, Mara se apresentou com o concerto “Obrigada Rio” por várias noites na extinta casa de shows Scala.
Em 1992, Mara ganha o prêmio Antena de Ouro de Melhor Cantora de 1991. No mesmo ano, Mara começa a dar os primeiros passos na internacionalização de sua carreira renovando contrato com sua gravadora EMI-Odeon para 4 álbuns em português e um em espanhol. Em julho de 1992, Mara lança seu primeiro e único álbum em castelhano com regravações de seus maiores sucessos no Brasil em alguns países latinos. Como primeiro single internacional, "No Estoy Mal", uma regravação de seu sucesso "Não Faz Mal" teve videoclipe gravado fora do país.

### 1993: Maturidade artística e sucesso nas rádios,Importante é Ser Feliz
Em janeiro de 1993, Mara filma o videoclipe do carro-chefe do seu próximo álbum ao lado do grupo Olodum em Salvador. Lançada em fevereiro de 1993, "Jesus Cristo" é uma regravação da canção de Roberto e Erasmo Carlos. Com videoclipe assinado pelo diretor Flavio Colker, a cantora causou controvérsia ao adicionar elementos de axé à música com mensagem cristã e foi elogiada pela crítica pelas escolhas artísticas que envolveram o lançamento. O videoclipe rompeu barreiras e chegou a ser exibido na MTV americana.
Em meio à popularidade e controvérsia da canção "Jesus Cristo", Mara lança seu sexto LP, Importante é Ser Feliz, abraçando suas raízes baianas com faixas fortemente influenciadas pelo axé e pelo grupo Olodum que assina algumas faixas do projeto. Em 21 de março de 1993, Mara reúne mais de 30 mil pessoas em show gratuito na Quinta da Boa Vista para celebrar o lançamento do seu sexto álbum.  Em junho de 1993, Mara é indicada ao Prêmio Jabuti por sua coleção de livros infantis ecológicos, “No País de Mara Maravilha". Ainda em 1993, Mara se torna madrinha do projeto cultural de fomento ao artesanato indígena do município de Bertioga batizado como "Projeto Curumim".
Além de "Jesus Cristo", o álbum "Importante é Ser Feliz" rendeu mais sucessos com grande rotação nas rádios: "A Gente Sempre Vai Se Amar" e "Ficar por Ficar". De acordo com o instituto Nelson Oliveira Pesquisa e Estudo de Mercado (Nopem), "Importante é ser Feliz" ficou entre os 10 álbuns mais vendidos em LP e CD na semana de 29 de julho de 1993 permanecendo algumas semanas nas paradas de discos mais vendidos publicada pelo Jornal do Brasil. Em fevereiro de 1994, Mara recebe o Disco de Ouro pelo LP "Importante é Ser Feliz" na televisão argentina.

### 1993-94: Controvérsias e fim doShow Maravilha, álbumMara(1994)
Ainda em 1993, a imprensa começa a circular boatos que Mara supostamente havia feito "macumba" para a recém contratada do SBT, a apresentadora Angélica. Em outubro de 1993, Mara assina com a marca 775 para uma linha de roupas e acessórios voltada para o público infantil. Em 1994, a parceria da cantora com a marca expandiu-se para o público adolescente. Em 23 de outubro de 1993, ladrões tentam assaltar a casa de Mara de madrugada trocando tiros com os seguranças da cantora. No momento do ocorrido, Mara estava voltando para casa e foi alertada pelo telefone por seu namorado sobre o incidente. Antes do ocorrido, Mara recebera telefonemas de ameaça levantando a suspeita de que o ocorrido havia sido uma tentativa de sequestro, hipótese descartada pela polícia.
Os boatos que fomentaram uma rivalidade entre as duas apresentadoras Angélica e Mara além de cortes de gastos da emissora acabaram desgastando a relação de Mara com SBT dando um ponto final no infantil "Show Maravilha" em 1994. Em 1994, após receber proposta da emissora CBA, Mara apresenta o infantil "El Show Mara Maravilla" em Córdova. No mesmo ano, Mara lança seu sétimo álbum em português "Mara" com faixas mais maduras e românticas que seus projetos anteriores visando o público adolescente e adulto. Tendo como base o álbum Mara (1994), Mara estrelou o concerto “Morena” com direção artística de Eduardo Dusek. No final de 1994, Mara realiza um concerto na cidade de Natal reunindo um público estimado de 80 mil pessoas, número recorde na carreira da cantora. A comoção acerca do show recebeu cobertura da imprensa com Mara precisando sair escoltada por bombeiros devido a multidão de fãs que a cercava.

### 1995–2014: Conversão e carreira gospel
Mara passou momentos delicados no ano de 1995 que afetaram sua condição psicológica. No início do ano, a cantora sofre um acidente a cavalo precisando repousar por três meses com risco de amputar sua perna além de sofrer um problema ginecológico descrito como "muito grave" pela cantora em entrevista para o Jornal do Brasil. Agravando suas questões mentais, Mara perde um irmão em um acidente de trânsito onde seu pai biológico também estava envolvido, mas não sofreu machucados graves. Mara continuou a apresentar o "El Show Mara Maravilla" até o final de 1995 onde se converte para a religião evangélica após luta contra depressão.
Em maio de 1996, Mara retorna à televisão brasileira com o "Mara Maravilha Show" na emissora Record. Em novembro de 1996, Mara lança seu oitavo álbum, "Reluz" com músicas românticas, infantis e gospel. O retorno de Mara para a TV brasileira rendeu contratos com marcas de diversas áreas. Mara assina contrato com a a marca Nemawashi e empresta seu nome para uma linha variada de produtos como loções, perfumes, maquiagens e shampoos para boneca. Mara também lança sua primeira boneca, produzida pela Elgaplás além de outros de produtos licenciados com o seu nome. Em fevereiro de 1997, Mara renova com a emissora e estreia mais um programa infantil na Record, "Mundo Maravilha". Recém-convertida, Mara tomava decisões artísticas fortemente influenciadas por sua fé evangélica, o que se tornou motivo de conflito em sua relação com a diretoria da Record, levando ao fim de sua parceria com a emissora no final de 1997.
Em 1998, Mara lança seu primeiro álbum inteiramente gospel, "Abra Seu Coração". Pelo disco, a cantora recebe placa de Disco de Ouro com vendas acima de 100 mil cópias. Em 1999, Mara lançou seu segundo álbum gospel, "Coração Iluminado" e se casou com Paulo Lima, seu ex-assistente de palco do Show Maravilha. Em 2000, Mara lança seu terceiro álbum gospel, "Maravilhoso". Em 2001, Mara assina com a gravadora Line Records lançando o álbum "Deus de Maravilhas". O álbum foi certificado pela ABPD como ouro ao vender 100 mil cópias. No ano seguinte, a apresentadora voltou à TV no comando do programa "A Noite é Nossa" permanecendo na atração por poucos meses. Em paralelo, Mara investiu em um novo projeto audiovisual voltado para as crianças com título de "Mara Maravilha para os Pequeninos".
Em 2003, Mara lança o álbum "Feliz pra Valer", cuja faixa-título é uma versão em português da canção "Out Here on My Own", originalmente interpretada por Nikka Costa. O álbum conquistou dois prêmios no Troféu Talento 2004: Melhor Intérprete Feminino e Melhor Videoclipe. Em 2004, a apresentadora assume o comando do programa Gospel Line permanecendo na atração por 3 anos. Em 2005, Mara lançou o álbum "Jóia Rara", certificado com Disco de Ouro por suas vendas. Este álbum também lhe rendeu uma indicação ao Grammy Latino na categoria Melhor Álbum de Música Cristã em Língua Portuguesa. Em 2006, lançou a compilação "Romântica", reunindo faixas românticas gravadas ao longo de sua carreira, que também foi premiada com Disco de Ouro. A parceria de Mara com a Line Records ainda resultou em mais dois trabalhos: "Importante é Amar" (2008) e o álbum ao vivo "Novo Coração" (2009).
Em 27 de janeiro de 2013, morre Marileide, mãe de Mara. Em abril de 2013, após 4 anos sem lançar discos, Mara lança o álbum "Vai Tudo Bem", por uma gravadora independente.

### 2015–presente: Retorno à televisão
Após ter seu nome especulado pela mídia por anos, Mara Maravilha integrou o elenco da oitava temporada do reality show A Fazenda transmitido pela TV Record. A cantora foi o primeiro nome confirmado pela emissora assinando um contrato de 60 mil reais para participar da atração. A participação da cantora foi polêmica marcada por conflitos com seus colegas de casa e apesar de ser tida como favorita a vencer o programa Mara foi eliminada com 42,54% dos votos em votação recorde da temporada. Após ser eliminada, Mara se envolveu em outra polêmica ao desferir três tapas em seu desafeto Douglas Sampaio em uma reunião de elenco da atração.
Em 23 de setembro de 2016, Mara é anunciada como parte da bancada de apresentadores do programa de fofocas Fofocando ao lado de Mamma Bruschetta, Leão Lobo e o personagem Homem Saco interpretado por Dudu Camargo. Durante sua passagem no programa, Mara foi uma figura controversa devido a suas opiniões ácidas e conflitos entre colegas de trabalho bem como artistas mencionados na atração.
Em 17 de agosto de 2018, Mara Maravilha deixa o Fofocalizando (antigo Fofocando) permanecendo como contratada do SBT para futuros projetos. A mídia atribuiu o motivo de sua saída à falta de entendimento de Mara com seus colegas de elenco e segundo comunicado de imprensa da emissora, a saída de Mara aconteceu em comum acordo entre a diretoria do programa e a apresentadora. Em 8 de outubro de 2018, Mara estreia como participante da banca de jurados do Programa do Ratinho permanecendo por pouco tempo na atração.
Em julho de 2019, Mara retorna ao painel de apresentadores do Fofocalizando no ano seguinte como uma tentativa de alavancar a audiência do vespertino deixando a atração novamente no ano seguinte. Mara é oficialmente desligada do SBT em 2023 encerrando seu contrato a longo prazo com a emissora. Em 2 de abril de 2024, Mara estreia no comando do “Programa da Maravilha” na emissora Rede Gospel.

## Vida pessoal
Mara Maravilha enfrentou desafios pessoais intensos ao longo de sua vida. Durante a adolescência, no auge de sua carreira, ela sofreu pressão para manter uma imagem perfeita, o que a levou ao uso abusivo de inibidores de apetite. Aos 15 anos, tornou-se dependente dessas substâncias, cuja obtenção era facilitada por um esquema que burlava a necessidade de receitas médicas. Apesar de nunca ter usado outras drogas, ela relembra esse período como uma fase de fragilidade emocional.
Em sua vida amorosa, Mara teve relacionamentos marcantes. Ainda jovem, perdeu a virgindade aos 17 anos com um rapaz mais velho, antes de se envolver com Roy, do grupo Menudos, com quem morou por dois anos. Durante esse período, Roy foi preso ao sair do apartamento de Mara por posse de maconha, o que gerou grande repercussão na mídia da época. Mais tarde, viveu romances intensos e, por vezes, polêmicos, incluindo um breve relacionamento com Ricardo Maia, do grupo Polegar e um casamento em 1999 com Paulo Lima, seu ex-ajudante de palco do Show Maravilha e dez anos mais jovem, que terminou em 2008. Após se casar novamente em 2009 com Alessander Vigna, o relacionamento terminou em 2013, supostamente devido a uma traição. Posteriormente, esteve casada com Augusto Vicente até 2015, quando passou por um momento de frustração ao tentar engravidar por meio de duas inseminações artificiais que não tiveram sucesso. Desde 2016, está com Gabriel Torres, 21 anos mais jovem, com quem oficializou a união em 2021. O casal adotou Miguel Benjamin em 2020.
A maternidade é um aspecto significativo na trajetória de Mara. Aos 20 anos, enfrentou uma situação delicada ao engravidar de um namorado que a abandonou e recusou-se a assumir a paternidade. Optou por realizar um aborto em uma clínica clandestina, experiência que resultou em uma hemorragia e internação por cinco dias. Anos depois, Mara compartilhou sua dor e aprendizado, reafirmando ser contra o aborto e enxergando sua jornada como parte de sua espiritualidade.
Mara também viveu momentos de turbulência pessoal e familiar. Ela relatou episódios de desequilíbrio na juventude, incluindo uma prisão por agressão e pensamentos suicidas. Além disso, teve um relacionamento distante e conflituoso com o pai biológico, Eliezer Aguiar Silveira, com quem ficou sem contato por 16 anos devido a mágoas profundas. Após mal sucedidas tentativas de reconciliação, Eliezer faleceu em 2023.
Em relação à sua espiritualidade, Mara passou por transformações significativas. Em 2009, declarou que não seguia mais nenhuma religião específica, afirmando que sua conexão com Deus transcende rótulos religiosos.

## Discografia

### Secular
- 1º Compacto (1982)
- 2º Compacto (1983)
- 3º Compacto (1984)
- Maravilha (1987)
- Mundo Maravilha (1988)
- Mara (1989)
- Deixa a Vida Rolar (1990)
- Curumim (1991)
- Show Maravilha (1992)
- Importante é Ser Feliz (1993)
- Mara (1994)
- Reluz (1996)
- Só Pra Criança (1997)
- Foi Assim 30 Anos (2015)
- Mara Maravilha - Ao Vivo - CD e DVD (2022)
- Um Grande Amor (2022)

### Gospel
- Abra seu Coração (1998)
- Coração Iluminado (1999)
- Maravilhoso (2000)
- Deus de Maravilhas (2001)
- Mara Maravilha para os Pequeninos Vol. I - CD e DVD (2002)
- Mara Maravilha para os Pequeninos Vol. 2 - CD e DVD (2003)
- Feliz pra Valer (2003)
- Mara Maravilha para os Pequeninos Vol. 3 - CD e DVD (2004)
- Joia Rara (2005)
- Romântica (2006)
- Importante É Amar (2007)
- Novo Coração (2009)
- Seleção de Ouro (2009)
- Mara Maravilha para os Pequeninos Vol. 4 - CD e DVD (2012)
- Vai Tudo Bem (2013)
- Sucessos Gospel (2015)

## Filmografia

### Televisão
| Ano              | Título                              | Função                             | Emissora    |
| ---------------- | ----------------------------------- | ---------------------------------- | ----------- |
| 1978-1979        | Parquinho – Um show de criança      | Apresentadora                      | TV Itapoan  |
| 1979-1980        | Aqui e Agora                        | Apresentadora                      | Rede Tupi   |
| 1980-1981        | Domingo Show Criança                | Apresentadora                      | TV Itapoan  |
| 1981-1983        | Clube do Mickey                     | Apresentadora                      | TV Itapoan  |
| 1983-1984        | Bom Bom                             | Apresentadora                      | TV Itapoan  |
| 1983-1984        | Vídeo Jovem                         | Apresentadora                      | TV Itapoan  |
| 1984             | Show da Tarde                       | Apresentadora                      | SBT         |
| 1984-1986        | Vamos Nessa                         | Apresentadora                      | SBT         |
| 1984             | Sessão Sorteio                      | Apresentadora                      | SBT         |
| 1986             | Sessão Passatempo com O Preço Certo | Apresentadora                      | SBT         |
| 1984             | TV Powww                            | Apresentadora                      | SBT         |
| 1985             | Sessão Premiada                     | Apresentadora                      | SBT         |
| 1984-1986        | Show de Calouros                    | Jurada                             | SBT         |
| 1985-1986        | Viva a Noite                        | Repórter                           | SBT         |
| 1986-1988        | Parada Dia das Crianças             | Participante                       | SBT         |
| 1987-1994        | Show Maravilha                      | Apresentadora                      | SBT         |
| 1987             | Parada Branca de Neve               |                                    | SBT         |
| 1994-1995        | Show Mara Maravilla                 | Apresentadora                      | CBA         |
| 1996             | Mara Maravilha Show                 | Apresentadora                      | Record      |
| 1997             | Domingo Maravilha                   | Apresentadora                      | Record      |
| 1997-1998        | Mundo Maravilha                     | Apresentadora                      | Record      |
| 2002             | A Noite é Nossa                     | Apresentadora                      | Record      |
| 2004-2007        | Gospel Line                         | Apresentadora                      | Record      |
| 2012             | Programa Mara Maravilha             | Apresentadora                      | ÉTV         |
| 2012             | Maravilha no Comando                | Apresentadora                      | ÉTV         |
| 2015             | A Fazenda 8                         | Participante (7º lugar)            | Record      |
| 2016–18; 2019–20 | Fofocalizando                       | Apresentadora                      | SBT         |
| 2017–2019        | Programa Silvio Santos              | Participante do Jogo dos Pontinhos | SBT         |
| 2018             | Bake Off SBT 2                      | Participante (14º lugar)           | SBT         |
| 2020             | Triturando                          | Apresentadora                      | SBT         |
| 2023-presente    | Programa da Maravilha               | Apresentadora                      | Rede Gospel |

### Cinema
| Ano  | Título                           | Personagem   |
| ---- | -------------------------------- | ------------ |
| 1985 | As Aventuras de Sérgio Mallandro | Mara Porreta |

### Teatro
| Ano  | Título                     |
| ---- | -------------------------- |
| 1986 | Tsu O Menino do Dedo Verde |
| 2013 | Caixa de Surpresa          |

### Internet
| Ano           | Título                 | Cargo        | Plataforma |
| ------------- | ---------------------- | ------------ | ---------- |
| 2013-presente | Mara Maravilha Oficial | Apresentador | YouTube    |

## Prêmios e indicações
| Ano  | Festival              | Categoria                  | Resultado |
| ---- | --------------------- | -------------------------- | --------- |
| 1985 | Troféu Imprensa       | Revelação do Ano           | Indicado  |
| 1991 | Troféu Imprensa       | Melhor Programa Infantil   | Indicado  |
| 1992 | Troféu Antena de Ouro | Cantora do Ano             | Venceu    |
| 1992 | Troféu Imprensa       | Melhor Apresentadora       | Indicado  |
| 1992 | Troféu Imprensa       | Melhor Programa Infantil   | Indicado  |
| 1993 | Troféu Imprensa       | Melhor Programa Infantil   | Indicado  |
| 2004 | Troféu Talento        | Melhor Intérprete Feminino | Venceu    |
| 2004 | Troféu Talento        | Melhor Videoclipe          | Venceu    |
| 2006 | Grammy Latino         | Melhor Álbum Cristão       | Indicado  |